# Stjepan Ratković
Stjepan Ratković (Glina, 10. listopada 1878. – Varna, Italija, 1. studenog 1968.), bio je hrvatski pedagog, diplomat i ministar NDH.
U glavnom gradu Austrije, Beču, i Zagrebu studirao je na Filozofskom fakultetu. Od 1906 god. bio je u Zadru profesor gimnazije, te učiteljske škole u Arbanasima.
Bio je 1919 god. zemaljski školski nadzornik za učiteljske škole i ravnatelj više učiteljskih škola u Hrvatskoj. Za otvaranje Više pedagoške škole u Zagrebu 1919. bio je on zaslužan. Ta škola je bila prva takva škola u Hrvatskoj. Na njoj je Ratković bio rektor i profesor. Godine 1913. pokrenuo je list Narodni učitelj. Od 1920. do 1924. god. urednik pedagoškoga časopisa Napredak. Autor je više školskih udžbenika. Za vrijeme Nezavisne Države Hrvatske Stjepan Ratković je bio u Ministarstvu nastave državni tajnik, od 1941. do 1942. ministar nastave. Od 1943. do 1944. poslanik u Berlinu, glavnom gradu Njemačke. U kapucinskoj gimnaziji u Varni bio je od 1946. do smrti profesor zemljopisa.